# Lunlunta
Lunlunta es un distrito del departamento Maipú, ubicado en la provincia de Mendoza, Argentina

## Toponimia
Su nombre puede significar "piedra que cae al agua", "ruido de aguas subterráneas" o "rueda de guanacos" en lengua huarpe.

## Características geográficas
Se encuentra ubicado en la zona de interfase urbano-rural del oasis Norte a aproximadamente 33°3′23,7″ S y 68°48′6,2″ O entre los 843 a 855 m s. n. m. Limita al oeste con la Ciudad de Luján de Cuyo, al este con el distrito de Barrancas, al norte con el distrito de Cruz de Piedra y el límite sur del distrito lo determina el cauce del Río Mendoza.
La vegetación nativa que puede encontrarse en los sectores no irrigados ni perturbados corresponde a las especies dominantes de la provincia fitogeográfica del Monte: arbustos xerofíticos de follaje perenne, pertenecientes en su mayoría a la familia Zigofilaceae, con escasez de gramíneas y árboles. También se identifican algunas variantes azonales como especies arbustivas de halófitas y bosques abiertos freatofíticos (Roig et al., 2009 como se citó en Oyarzabal et al., 2018). Se distinguen en los márgenes del río en el límite sur del distrito, bosques naturales de sauces (Salix sp.) y cortaderas (Cortaderia selloana) (Méndez 1998).

## Clima
El clima es cálido y seco. La temperatura promedio anual del mes más cálido es de 23,1 °C (enero) y del mes más frío (julio) de 5,7 °C. Las precipitaciones medias anuales se encuentran alrededor de 200 mm. Los suelos son de origen aluvial y se corresponden con Torrifluvents típicos. Fitogeográficamente se incluye a Lunlunta en la provincia fitogeográfica del Monte (Méndez, 2015).

## Economía
Es una importante zona vitivinícola y olivícola, además se destacan pequeños sectores frutihortícolas y apícolas. Cuenta con distinguidas bodegas.
Los cultivos se encuentran próximos a barrios privados o desarrollos inmobiliarios; ya que, debido al valor estético del paisaje, así como a su buena conectividad, las personas lo encuentran como un lugar atractivo para asentarse. También en la zona se encuentran baterías de extracción hidrocarburífera (Van den Bosch y Brés, 2021).

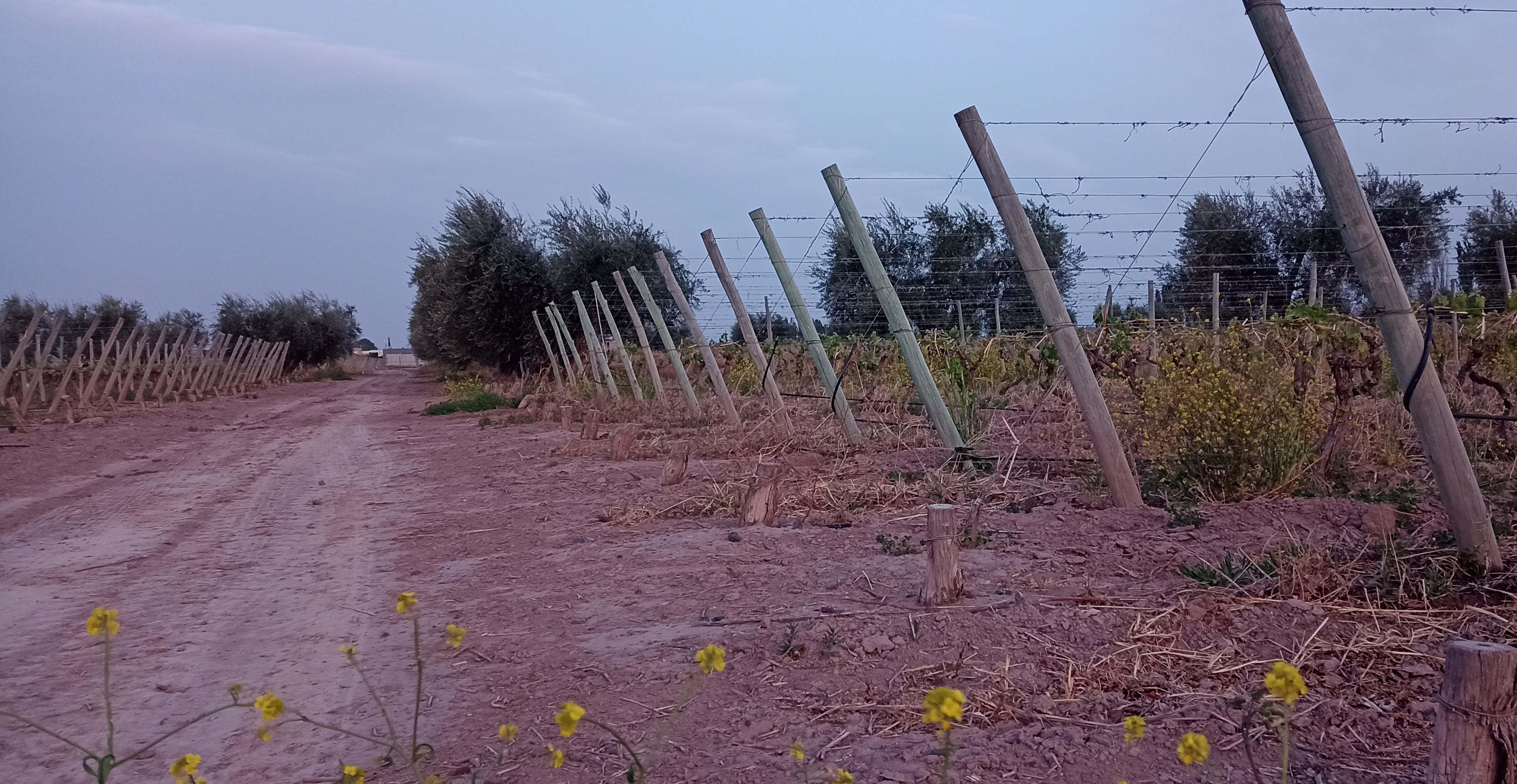
Producción en Lunlunta

## Problemáticas actuales
La expansión de las tierras urbanas, implica intensos y continuos cambios en el uso y coberturas del suelo, sin reparos en los efectos ambientales causados. Los procesos de urbanización en todo el mundo se están desarrollando de manera acelerada, provocando grandes cambios en los paisajes al realizarse de manera no planificada. En los países en desarrollo, estos cambios se dan sobre tierras productivas, lo que provoca su transformación por las presiones urbanas o incluso su desaparición; teniendo consecuencias negativas sobre los recursos naturales y la población. 
En las últimas décadas, en el distrito de Lunlunta (Maipú-Mendoza, Argentina), las explotaciones agrícolas se han visto afectadas por emprendimientos inmobiliarios con proyectos de loteo para barrios. Los productores cuyas tierras persisten en producción, experimentan pérdidas en la calidad de los cultivos por contaminación y disminución de la amplitud térmica provocada por las edificaciones entre otras consecuencias.

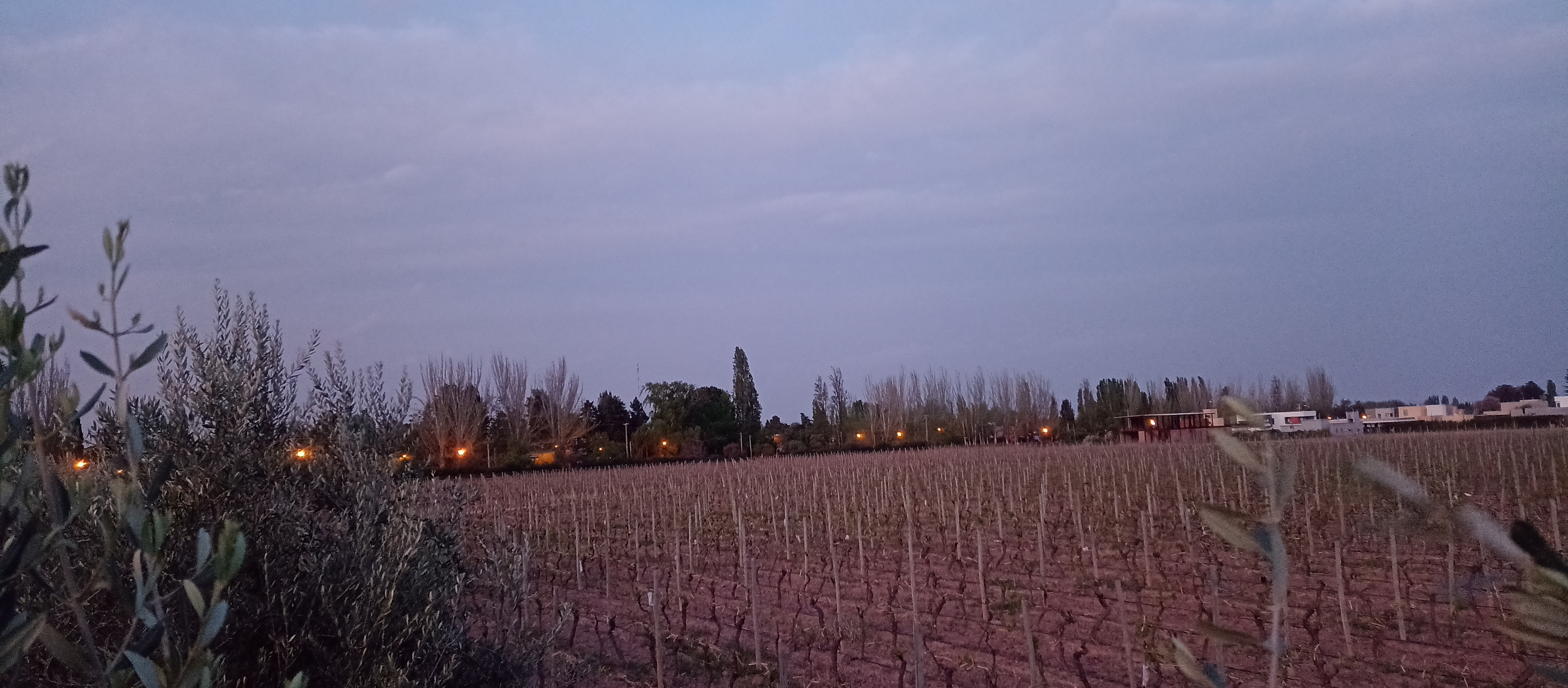
Cambios producidos por la urbanización.

Los sistemas de producción agrícola sufren procesos de transformación y reajuste por las presiones de la expansión urbana. Algunos de estos son:
- Reducción de la tierra disponible para la producción agrícola.
- Fragmentación de las tierras de cultivo.
- Pérdida de servicios ecosistémicos proporcionados por las áreas cultivadas.
- Presión sobre las prácticas agriculturales rurales y periurbanas (Hatab et al., 2019).[1]

## Sismicidad
La sismicidad del área de Cuyo (centro oeste de Argentina) es frecuente y de intensidad muy alta, con un silencio sísmico de terremotos medios a graves cada 20 años.
- Sismo de 1861: aunque dicha actividad geológica catastrófica ocurre desde épocas prehistóricas, el terremoto del 20 de marzo de 1861 (164 años), con 12 000 muertes,[3] señaló un hito importante dentro de la historia de eventos sísmicos argentinos ya que fue el más fuerte registrado y documentado en el país. A partir del mismo los sucesivos gobiernos mendocinos y municipales han ido extremando cuidados y restringiendo los códigos de construcción.[2] Con el terremoto de San Juan del 15 de enero de 1944 (81 años) los gobiernos tomaron estado de la enorme gravedad crónica de sismos de la región.
- Sismo de 1920: de 6,8 de intensidad, destruyó parte de sus edificaciones y abrió numerosas grietas en la zona. Hubo 250 muertes por destrucción de casas de adobe[3][2]
- Sismo del sur de Mendoza de 1929: muy grave, y al no haber desarrollado ninguna medida preventiva, a pesar de haber transcurrido solo nueve años del anterior, mató a 30 habitantes por la caída de casas de adobe[2]
- Sismo de 1985: fue otro episodio grave,[4] de 9 s de duración, derrumbando el viejo Hospital del Carmen de Godoy Cruz.

## Galería de imágenes

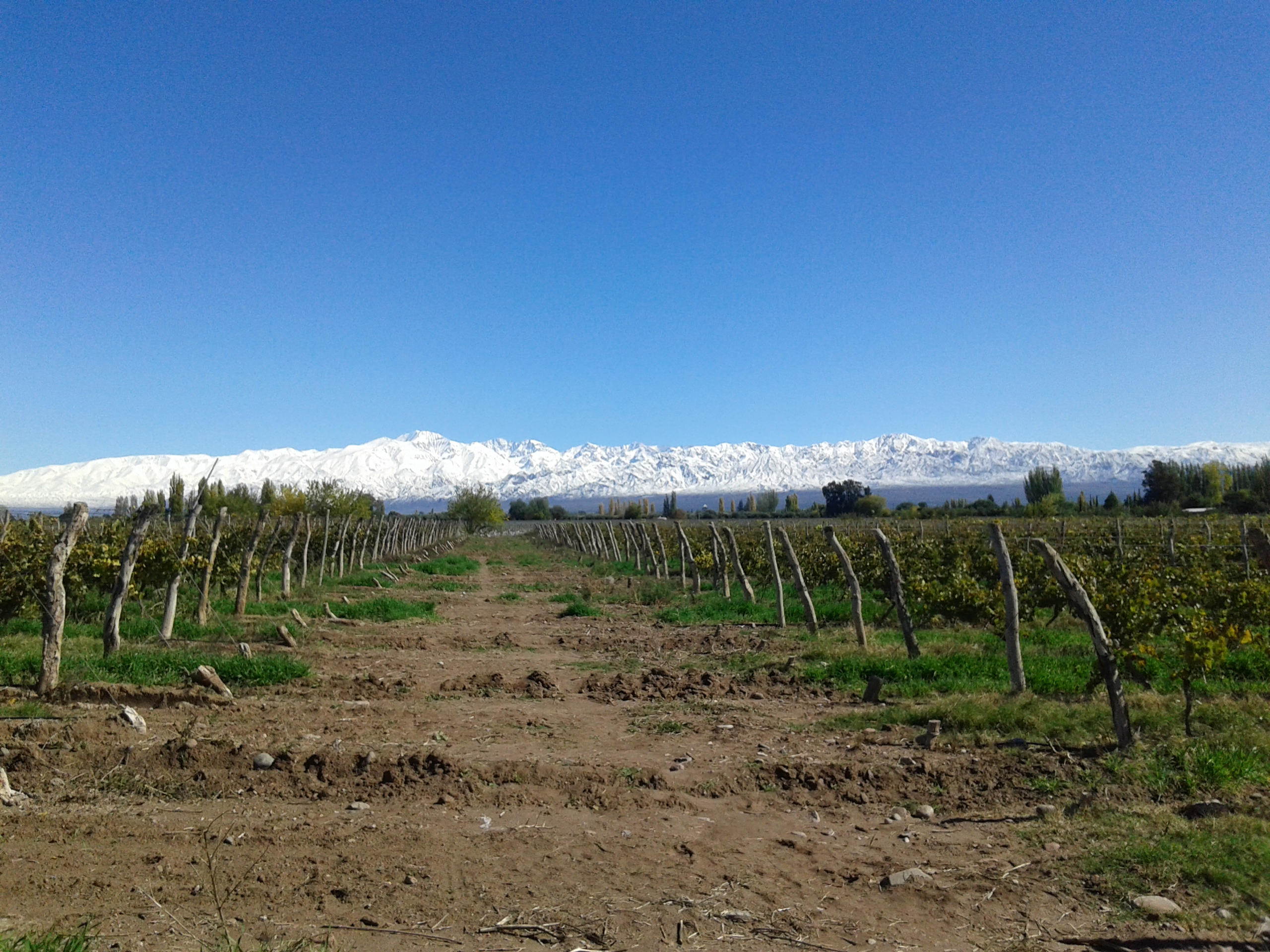
Vista hacia la Cordillera de los Andes
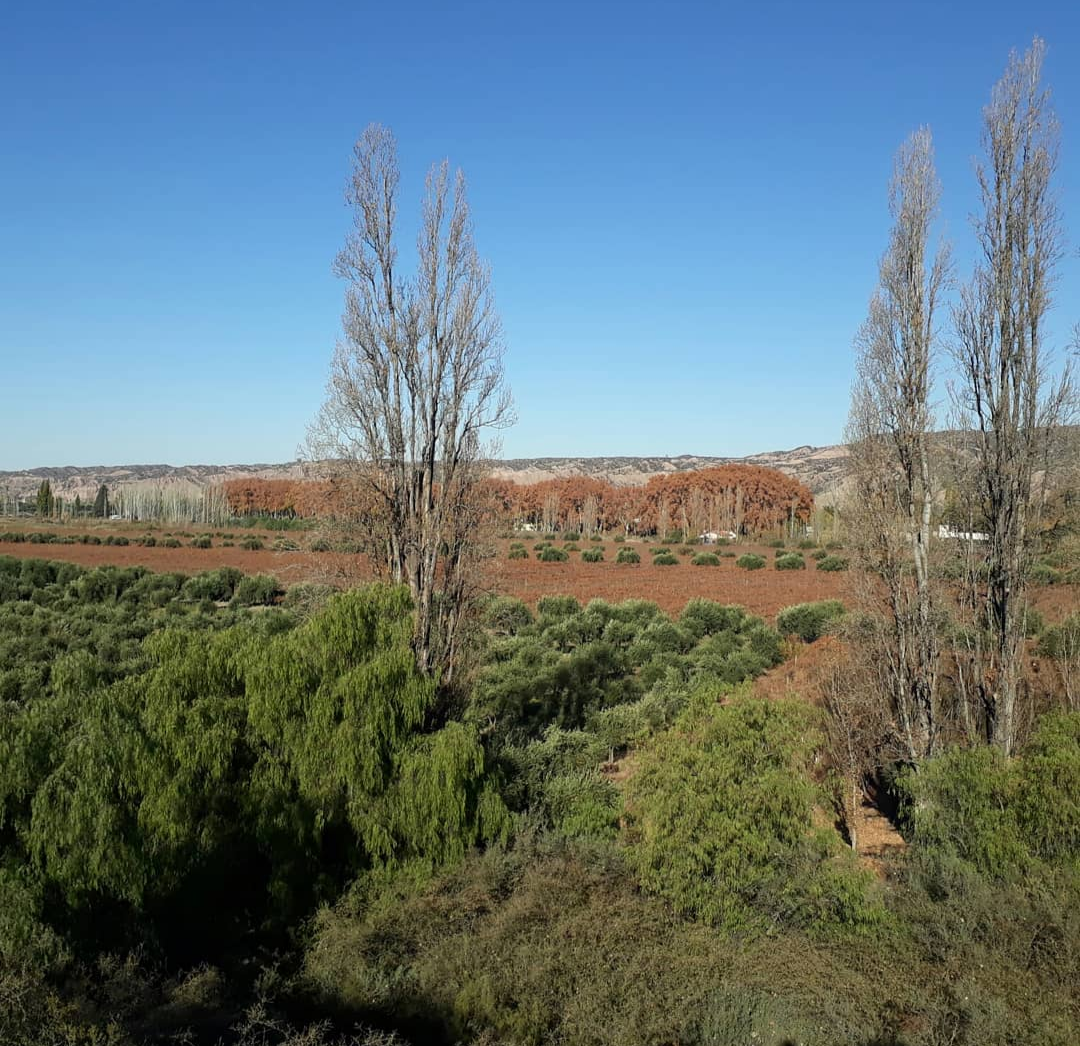
Bajo Lunlunta
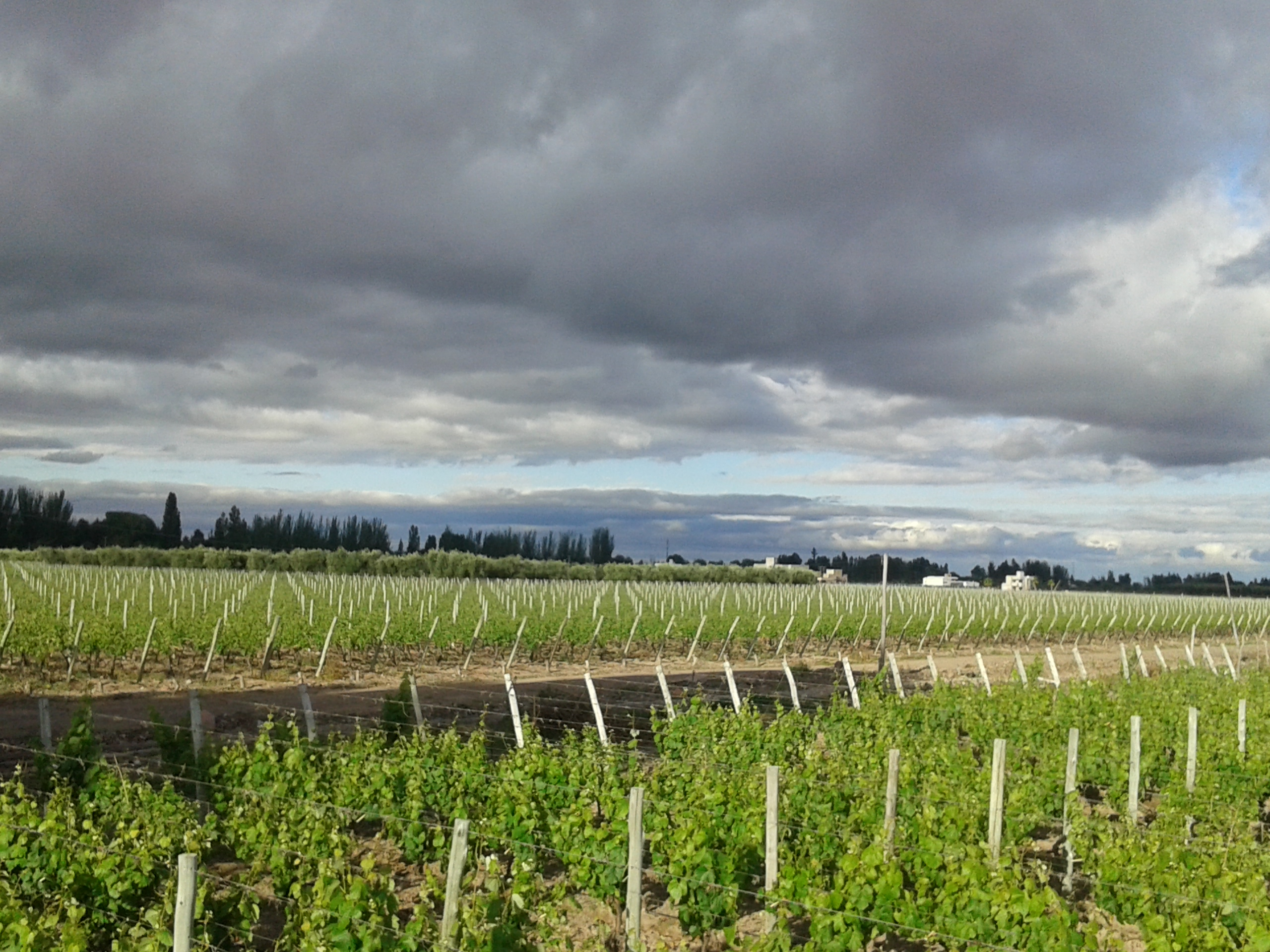
Vista de viñedos de Lunlunta
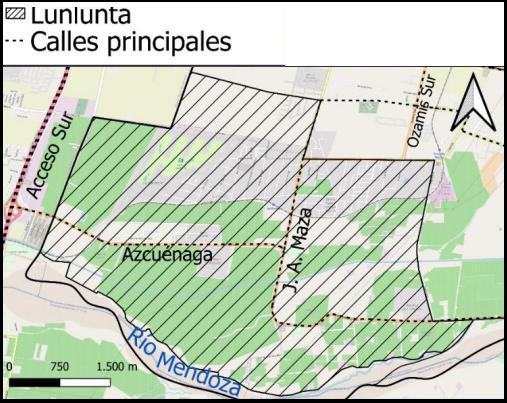
Mapa de Lunlunta
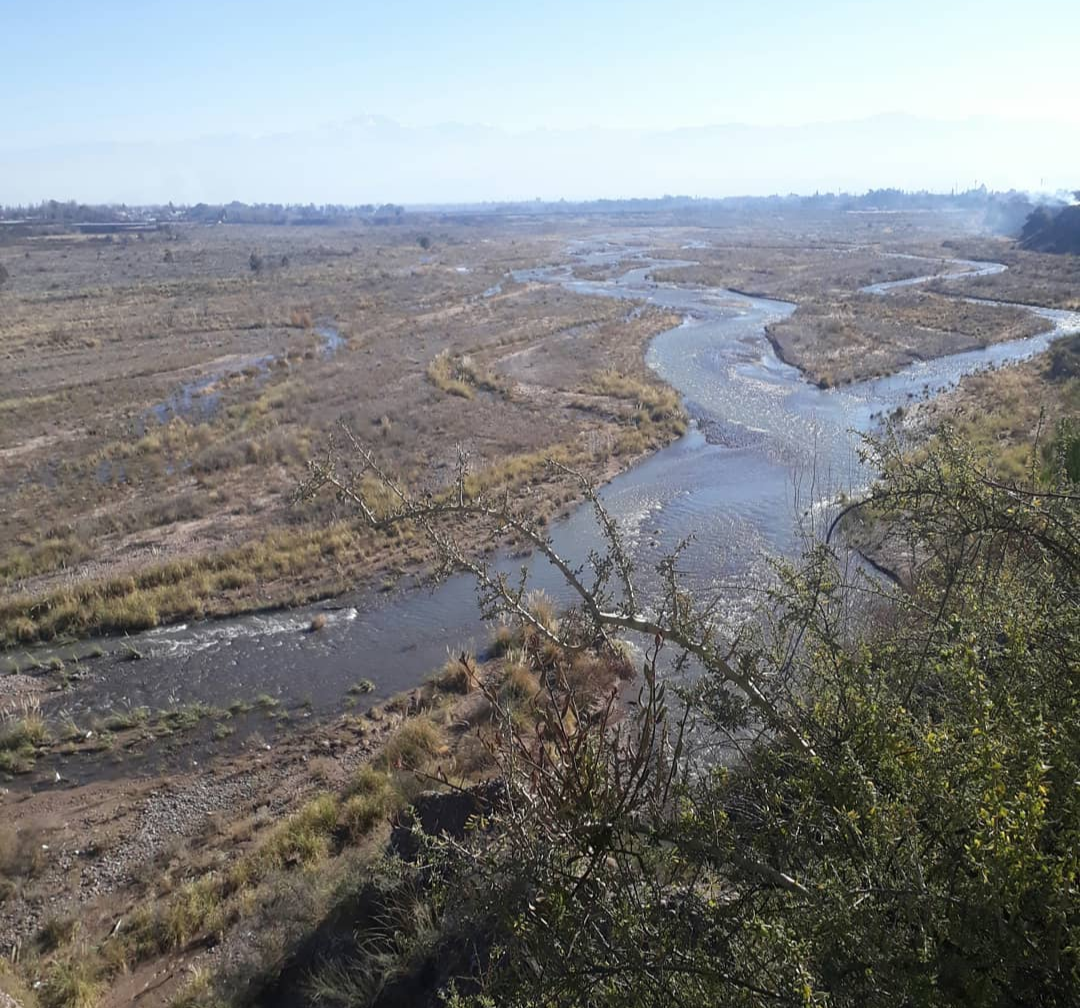
Vista hacia el Sur de Lunlunta